# 環状暗視野像

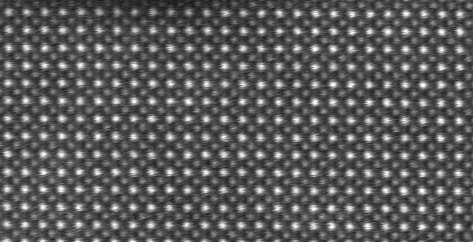
ペロブスカイト型のチタン酸ストロンチウム(SrTiO_{3})の高角環状暗視野(HAADF)像

環状暗視野像（かんじょうあんしやぞう）は走査型透過電子顕微鏡(STEM)のマッピング像である。環状暗視野検出器で検出した散乱電子によって作られる。
STEMではない従来の暗視野検鏡（平行ビームモード）では、対物アパーチャー（絞り）は散乱電子だけを検出するためにメインビームを避けて回折面に位置していた。一方でSTEMモードでは、明視野モードと暗視野モードの区別はもっと下流に位置しており、集束ビームはサンプルと相互作用した後にある。その結果、暗視野検鏡とSTEM暗視野像との間でコントラストの機構が異なる。
環状暗視野検出器は、ビーム周囲の環帯からの電子を集め、対物アパーチャーを通過できる散乱電子をより多く検出する。これはシグナル収集効率が高いことと、メインビームをEELS検出器に通すことで2つの測定が同時に出来るという利点がある環状暗視野マッピングは一般的に、エネルギー分散型X線分析や明視野(STEM)イメージングと同時に行われる。
環状暗視野像は非常に大きな角度でのみ作られ、ブラッグ散乱電子ではないようなめちゃくちゃに散乱した電子はサンプル中の原子の原子番号に敏感である（Z-コントラスト像）。この手法は高角環状暗視野像(HAADF)として知られている。